# فولکس‌واگن شیراکو
فولکس‌واگن شیراکو (انگلیسی: Volkswagen Scirocco) یک کوپه اسپرت کامپکت است که توسط تولیدکننده آلمانی فولکس واگن تولید می‌شد. این خودرو طی دو نسل بین سال‌های ۱۹۷۴ تا ۱۹۹۲ تولید می‌شد. اما در اوت ۲۰۰۸ پس از یک غیبت چند ساله نسل سوم عرضه شد که در سال ۲۰۱۸ تولید آن نیز خاتمه یافت.